# Bund der Polen in Deutschland

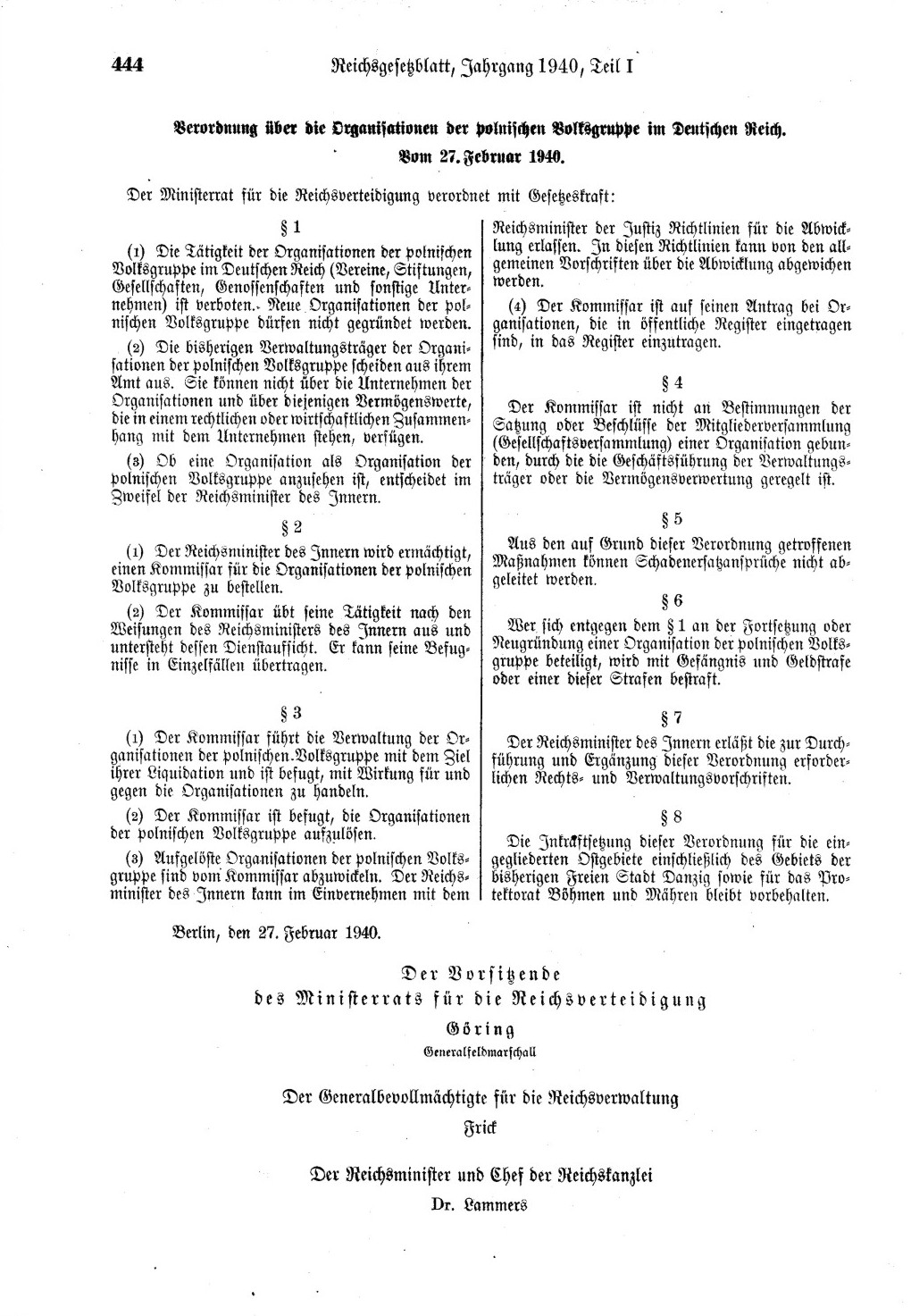
Verordnung über die Organisationen der polnischen Volksgruppe im Deutschen Reich

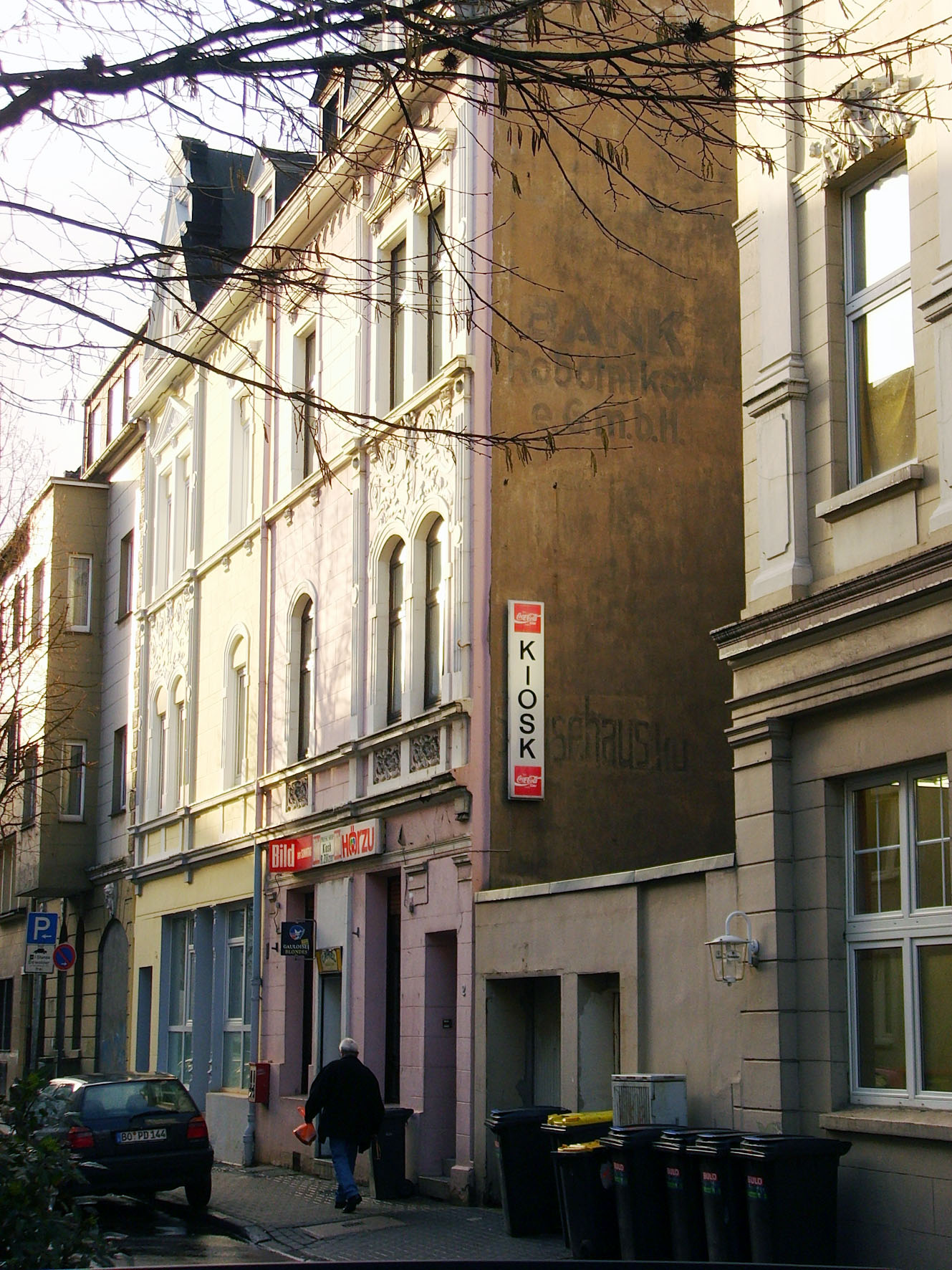
Inschrift der Polnischen Arbeiterbank, Im Kortländer 2 (Vormals Klosterstraße), Bochum

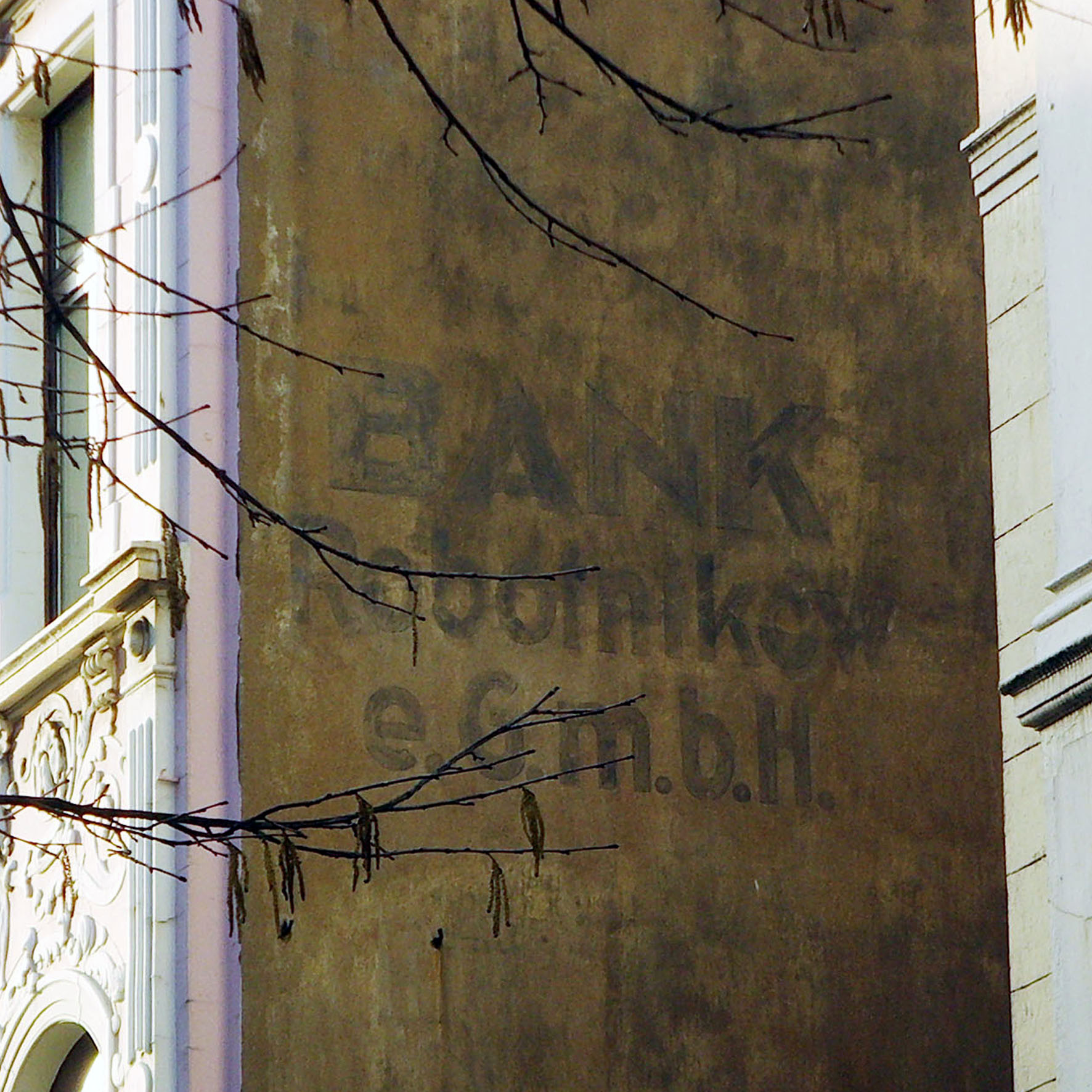
Bank Robotników e.G.m.b.H.

Der Bund der Polen in Deutschland e. V. (polnisch Związek Polaków w Niemczech, kurz ZPwN) ist ein eingetragener Verein, der 1922 in Berlin gegründet wurde.

## Geschichte

### Polnische Minderheit in Deutschland
Viele Polen waren nach 1772 bzw. 1793/1795, den Jahren der Annektierung von Teilen des polnischen Territoriums durch Preußen, preußische Bürger geworden. Auch im schon lange zu deutschen Staaten gehörenden Oberschlesien, in Teilen Niederschlesiens und Masurens bestanden polnischsprachige Minderheiten. Später haben sich viele auf der Suche nach Arbeit innerhalb der deutschsprachigen preußischen Gebiete in Westfalen, im Rheinland, in Berlin und an der Unterweser sowie im Elbegebiet angesiedelt. Einer massiven Germanisierungspolitik seitens des Staates ausgesetzt, hatten die Polen vielfach dennoch die eigene Sprache, Kultur und somit die Identität bewahren können.
Der Bund entstand wegen all jener ethnischen Polen, die sich nach dem Ersten Weltkrieg entschieden, deutsche Staatsbürger zu bleiben und nicht ins neu entstandene Polen zurückzukehren. Vor dem Zweiten Weltkrieg war er mit über 60.000 Mitgliedern die wichtigste Minderheitenorganisation der in Deutschland lebenden Polen. Seine Aktivitäten reichten vom Kultur- und Bildungswesen über Sport bis zur Herausgabe polnischsprachiger Zeitungen. Am Hauptsitz befand sich auch die Redaktion der Zeitung „Dziennik Berliński“ und polnische Banken. Die amtlichen deutschen Statistiken aus der Mitte der 1920er Jahre wiesen etwa 200.000 Personen mit polnischer Muttersprache aus.  Bei den Reichstagswahlen von 1919 bis 1932 (in der Zeit der Weimarer Republik) stimmten zwischen 0,12 % und 0,34 % der Wähler (= 33.000 bis 101.000 Stimmen) für polnische Parteien.
Im Jahre 1924 gehörte der Bund zu den Mitbegründern des Verbandes der nationalen Minderheiten in Deutschland, dem außerdem Dänen, Friesen, Litauer und Sorben angehörten.

### Zeit des Nationalsozialismus
Nach 1933 kam es immer wieder zu Übergriffen auf Deutsch-Polen, doch die Nationalsozialisten ließen den Bund zunächst weiter bestehen. Am 6. März 1938 durfte er in Berlin einen Kongress der Polen in Deutschland im damaligen Theater des Volkes in der Friedrichstraße durchführen. An dem Kongress nahmen über 5.000 in Deutschland lebende Polen teil, die – geduldet vom Propagandaministerium – gemeinsam ihre Stärke, Einigkeit, kulturelle Eigenständigkeit und nationales Bewusstsein demonstrierten.
Am 27. Februar 1940 wurde der Bund von den Nationalsozialisten verboten und sein Vermögen beschlagnahmt.
Im September 1939 wurde die Zentrale des Bundes der Polen in Deutschland von der Gestapo aufgelöst, sämtliche Geschäftsstellen geschlossen und alle Mitarbeiter verhaftet.
Bis zu 2.000 Aktivisten wurden von der Gestapo verhaftet und in Konzentrationslager deportiert, überwiegend nach Sachsenhausen und Ravensbrück, etliche auch nach Buchenwald.
Das Vermögen des Bundes, darunter das Polnische Haus und die Arbeiterbank in Bochum, wurden vom NS-Staat beschlagnahmt. Das Berliner Gebäude übernahmen Führungsstäbe der Einwandererzentralstelle, die sich mit der Umsiedlung von Deutschen in die annektierten polnischen Gebiete (und andere Reichsteile) befasste. Zudem bekam der nach dem Kriege wiedererrichtete Bund die beschlagnahmten Immobilien nie wieder zurück, abgesehen von einer in Bochum. Am Ort des damaligen Berliner Sitzes (seit 1937 in der Potsdamer Straße) befindet sich heute das Kulturzentrum „Dom Polski“ (Polnisches Haus).

### Nach dem Zweiten Weltkrieg
Das durch die Oder-Neiße-Grenze beschnittene Deutschland umfasste kein polnisches Siedlungsgebiet mehr. Die deutsch-polnische Kontaktbereiche in Oberschlesien, im Ermland und in Masuren waren allesamt an Polen gefallen. Nach dem Zweiten Weltkrieg wurden die Bemühungen des Bundes der Polen in Deutschland, die Rückgabe des konfiszierten Vermögens zu erreichen, durch die westdeutschen Gerichte abgelehnt, während in der DDR kein Bund der Polen wiedererstanden war. Es wurde lediglich ein Haus in Bochum zurückgegeben, das heute Sitz des Bundes ist. Die Rückgabe des Bankvermögens wurde mit dem Argument abgelehnt, dass erst das vereinigte Deutschland darüber entscheiden könne. Ebenfalls haben es Gerichte der Bundesrepublik durchgängig abgelehnt, die Opfer des Bundes der Polen in Deutschland als entschädigungsberechtigt im Sinn des Bundesgesetzes zur Entschädigung für Opfer der nationalsozialistischen Verfolgung anzuerkennen.
Die nach dem Zweiten Weltkrieg in der Bundesrepublik Deutschland in polnischen Siedlungsgebieten verbliebenen Polen haben sich neu organisiert und den Bund der Polen in Deutschland reaktiviert. Der Bund wurde im Amtsgericht Bochum erneut registriert.
Nach 1945 verlor der Bund der Polen in Deutschland an Bedeutung. Im Jahre 1950 erfolgte eine Aufspaltung der so genannten Polonia in zwei Organisationen, den Bund der Polen in Deutschland, der die kommunistische Regierung der Volksrepublik Polen nicht anerkannte und bis 1989 nur Kontakte mit der polnischen Exilregierung in London unterhielt, und den Bund der Polen „Zgoda“, der Kontakte zur kommunistischen Regierung in Warschau unterhielt.
Die meisten Siedlungsgebiete der polnischen Minderheit in Deutschland wurden nach dem Zweiten Weltkrieg an die Volksrepublik Polen angeschlossen. Die kommunistischen Machthaber haben alle Personen, die westlich-demokratisch orientiert waren, streng verfolgt. So sind beispielsweise die auf diesen Gebieten lebenden slawischen Sorben und Deutsche vertrieben worden.
Diese Verfolgung galt auch den ehemaligen deutschen Staatsbürgern, die sich vorher zur polnischen Minderheit in Deutschland bekannt haben. Diese Enttäuschung dieser Menschen mündeten darin, dass nach dem Erlass des Bundesvertriebenengesetzes viele der Angehörigen der ehemaligen polnischen Minderheit in Deutschland und deren in der Volksrepublik Polen geborenen Nachkommen auf dieser Basis Polen als Spätaussiedler verlassen haben. Der Höhepunkt dieser Fluchtwelle wurde in den 70er und vor allem, nach der Erklärung des Kriegsrechts durch die kommunistische Machthaber, in den 80er Jahren erreicht. So erklärt sich, dass viele in Deutschland lebende Polen deutsche Staatsbürger sind, sich jedoch zu der polnischen Sprache und Kultur bekennen.

### Deutsch-polnischer Freundschaftsvertrag
Am 17. Juni 1991 unterzeichneten Bundeskanzler Helmut Kohl und der polnische Ministerpräsident Jan Krzysztof Bielecki in Bonn einen bedeutenden Freundschaftsvertrag, den Vertrag über gute Nachbarschaft und freundschaftliche Zusammenarbeit. In diesem Vertrag werden auch die jeweiligen Verpflichtungen der beiden Staaten gegenüber der deutschen Minderheit in Polen und der polnischen Minderheit sowie den polnischsprachigen deutschen Staatsbürgern in Deutschland bekräftigt.
Ein wichtiger Bestandteil des Vertrages ist die vertraglich geregelte Gleichberechtigung bei der Behandlung der deutschen Minderheit in Polen und aller Polen in Deutschland, d. h. der Angehörigen der polnischen Minderheit in Deutschland und deren Nachkommen als auch nach Deutschland zugewanderten Polen. Der Artikel 2, Absatz 3, sieht vor, dass die deutschen und polnischen Minderheiten beider Staaten als „natürliche Brücke zwischen dem deutschen und dem polnischen Volk“ zu sehen sind. In den Artikeln 20 bis 25 des Vertrages sind die Regelungen über Gleichbehandlung der deutschen Minderheit in Polen und der polnischen Minderheit bzw. polnischer Migranten in Deutschland festgeschrieben.
Während die Republik Polen die Regelungen bezüglich des Schutzes und Förderung der deutschen Minderheit in Polen sowohl gesetzlich, finanziell und sozial-kulturell umgesetzt hat, gibt es von polnischer Seite Kritik dahingehend, dass die Bundesrepublik Deutschland diese vertraglichen Vereinbarungen nicht ausreichend erfülle.
Heute, nach langwierigen Diskussionen, erkennt die Bundesregierung zumindest das vertraglich zugesicherte Recht aller Polen in Deutschland auf „gleichwertige Privilegien“, die die deutsche Minderheit in Polen genießt. Auch Bundespräsident Christian Wulff sprach in einer Veranstaltung im Herbst 2010 in Darmstadt offen von der existierenden polnischen Minderheit in Deutschland.
Aus der Sicht des Bundes der Polen in Deutschland stellt es zwar einen Fortschritt dar. Er kritisiert es jedoch als unzureichend angesichts einer seiner Ansicht nach fast 20-jährigen Nichterfüllung des deutsch-polnischen Vertrages, zumal dieser Feststellung keine Taten gefolgt seien.

## Aktivitäten
Der Verein setzt sich für den Erhalt von polnischer Sprache, Kultur und Tradition in Deutschland ein als auch für die Anerkennung der in Deutschland lebenden Polen als nationale Minderheit.
Als Fortsetzung der Minderheitenpolitik des Bundes in Deutschland vor 1940 ist der Verein ein Gründungsmitglied der Föderalistischen Union der Europäischen Volksgruppen, einer Organisation der autochthonen Minderheiten in Europa.
Auf die Initiative des Vereins hat der Berliner Rechtsanwalt Stefan Hambura im August 2009 einen Brief an die Bundeskanzlerin Angela Merkel gerichtet, in dem die Erfüllung des geltenden Status der polnischen Minderheit in Deutschland gefordert wird. In einer offiziellen Antwort des Bundesjustizministerium bestätigt die Bundesregierung, dass das Verbot der Organisationen der polnischen Minderheit in Deutschland, repräsentiert durch den Bund der Polen in Deutschland, juristisch von Anfang an ungültig war und somit dieser Status weiterhin besteht.
Auf der Basis des geltenden Status der polnischen Minderheit in Deutschland sowie des deutsch-polnischen Vertrages über gute Nachbarschaft und freundschaftliche Zusammenarbeit vom 17. Juni 1991 vertritt der Bund der Polen in Deutschland die Auffassung, dass die vertraglich und verfassungsmäßig zugesicherten Rechte der Polen in Deutschland durch die Bundesrepublik Deutschland nicht respektiert werden.
Der Verein hat in den Gesprächen zwischen der Regierung der Bundesrepublik Deutschland und der Regierung der Republik Polen im Februar 2010 in Berlin daher folgende Postulate vorgestellt:
1. Die Angehörigen der polnischen Minderheit in Deutschland sind bisher nicht als Opfer des nationalsozialistischen Unrechtsregimes anerkannt worden. Der Bund der Polen in Deutschland fordert eine volle Rehabilitierung dieses Personenkreises und deren Anerkennung als Opfer des Naziregimes in der Form, wie dies bereits mit anderen Opfergruppen geschehen ist, d. h. durch eine Entschließung des Deutschen Bundestages.
2. Polnische Organisationen in Deutschland erhalten keinerlei institutionelle Unterstützung seitens des Bundes, Länder oder Gemeinden. Wir fordern die Sicherstellung der institutionellen Förderung aller polnischen Organisationen in Deutschland durch die Bundesrepublik Deutschland, nach dem gleichen Muster wie die Organisationen der deutschen Minderheit in Polen durch die Republik Polen gefördert werden.
3. Wir fordern die Förderung des Unterrichts der polnischen Sprache als Muttersprache in den öffentlichen und Vereinsschulen überall dort, wo der Bedarf besteht, nach den gleichen Kriterien wie der Unterricht der deutschen Sprache für die deutsche Minderheit in Polen unterstützt wird.
4. Wir fordern die Ratifizierung des Rahmenabkommens zum Schutz der nationalen Minderheiten von 1995, der Europäischen Charta der Regional- und Minderheitensprachen von 1992 im Bezug auf die polnischen Minderheit in Deutschland sowie die Erfüllung des deutsch-polnischen Freundschaftsvertrages von 1991 durch die Bundesrepublik Deutschland.
5. Wir fordern die Förderung des ungehinderten Medienzugangs für die polnischen Organisationen in Deutschland.
6. Wir fordern die Rückgabe oder eine Entschädigung für das im Jahre 1940 beschlagnahmte Vermögen des Bundes der Polen in Deutschland.

Der Verein fordert die „Symmetrie“ und „Proportionalität“ in der Behandlung der deutschen Minderheit in Polen und der polnischen Minderheit bzw. polnischsprachigen deutschen Staatsbürger/Anwohner in Deutschland im Sinne des deutsch-polnischen Vertrages, d. h. gleiche Förderung der Polen in Deutschland wie es die deutsche Minderheit in Polen genießt und entsprechend der Anzahl der Personen, die sich zu dem jeweiligen Kulturkreis bekennen.
Auf das Betreiben des Vereins sowie der Vertreter des Konvents polnischer Organisationen in Deutschland entstand am 20. August 2010 in Dortmund die Ständige Konferenz der Polnischen Dachverbände in Deutschland, die seit Mai 1945 zum ersten Mal alle polnischen Dachverbände in Deutschland vereinigt. Die Aufgabe der Ständigen Konferenz ist es, gemeinsame Positionen und Postulate gegenüber der deutschen, polnischen und europäischen Organen und Behörden auszuarbeiten und zu vertreten.

## Rodło

Rodło mit Lindenblatt – Abzeichen der polnischen Jugend in Deutschland

Offizielles Symbol der Organisation ist das Rodło. Es zeigt den Verlauf der Weichsel als Zeichen für das polnische Volk und die Lage der Stadt Krakau als Zeichen für die polnische Kultur. Entworfen wurde es 1932 von der Grafikerin Janina Kłopocka. Der Name setzt sich zusammen aus den Buchstaben der polnischen Worte Rodzina (Familie) und Godło (Wappen). Der Plac Rodła in Stettin, ein wichtiger Verkehrsknotenpunkt, ist nach dem Rodło benannt.

## Vorsitzende
- 1922–1931: Stanisław Sierakowski
- 1931–April 1939: Bolesław Domański
- April 1939 – Ende September 1939: Stanisław Szczepaniak
- 1950–1964: Stanisław Szczepaniak
- 1964–1969: Józef Styp-Rekowski
- 1970–1988: E. Forycki
- 1988–1991: T. Wesołowski
- 1991–1993: S. Jabłoński
- 1993–1997: Tadeusz Hyb
- 1997–2004: Józef Młynarczyk
- 2004–Mai 2009: Zdzisław Duda
- Juni 2009–Februar 2013[15]: Marek Wójcicki
- seit Mai 2013: Josef Malinowski